# シップソーンパンナー
シップソーンパンナー（標準タイ語: สิบสองปันนา、英: Sipsong Panna）は中国南部、西双版納タイ族自治州、景洪市を中心に栄えた国家である。

## 歴史

### タイ・ルー族の独立
シップソーンパンナーの建国は、1180年、パヤー・スンカムン（泰: พญาเจื่อง、英: Paya Jueang）が、タイ・ユワン族のヒランナコーングンヤーン王国（現チエンセーン郡）の支配下にあったこの土地でハニ族やタイ族との戦いに勝利し、チエンフン（英: Chiang Hung - 英: Heo Kamとも、現在の景洪）でタイ・ルー族の王を称したことを嚆矢とする。サンスクリット語=パーリ語を外来語として取り入れているタイ族の諸国のうちでは最も北方に位置した。

### モンゴル帝国の襲来
13世紀にモンゴル帝国が大理国を併合（雲南・大理遠征）して以降、中国勢力と直接境を接するようになり、13世紀にモンゴル帝国がラーンナーに侵攻した際、シップソーンパンナーはモンゴルに服属した。以後、歴代の王たちは、中国王朝より土司の称号を受けることにより、国内や近隣諸国に対して自身の権威付けをはかった。モンゴル勢力は、1298年、チエンフンに「徹里軍民総管府」を置き、シップソーンパーンナー王にその長官職である「総管」号を与えた。特にサイイド・アジャッルが雲南開発の先鞭を付け、以後の発展にムスリムの人材が大きく寄与した。

### 明代
中国で明朝が勃興すると、雲南の支配権を巡るモンゴルの梁王国と明との抗争に巻き込まれたのち、1382年から明に服属することになった。明は1384年にチエンフンに車里軍民宣慰使司を置き、シップソーンパンナー王に、代々その長官職である「宣慰使」号を授与した。かつて元の影響下にあった晋寧県からは鄭和などの有能なムスリムの人材を輩出した。

### タウングー王朝
16世紀にビルマタウングー王朝が成立すると、バインナウンの治世に東方への攻勢をつよめ、ラーンナー、ラーンサーン王朝とともにシップソーンパンナーもその支配下に入った。シップソーンパンナーでは、行政単位である「パンナー」がメコン河の東岸に6、西岸に6、あわせて12設定され、これ以後、「シップソーンパンナー（12のパンナー）」がこの国の呼称となった。以後、シップソーンパンナーは、中国に加え、ビルマにも臣属することとなった。
のちシャム（現在のタイ王国）にも朝貢があったが、シャムの王、ラーマ1世はビルマと中国が近いことを理由に保護ができないとした。1805年チエンマイの王、カーウィラはチエンフンを攻撃したが、このときシップソーンパンナーから逃げてきたタイ・ルー族はシップソーンパンナーに追い返された。このころの、シップソーンパンナーは清・コンバウン王朝・ラーンナー（およびシャム）の三つの国にその時の状況に応じて朝貢するという姿勢をとっていた。

### 滅亡
19世紀、列強諸国が東南アジアに勢力圏を設定した際には、シップソーンパンナーは「中国の領土」とされたが、その後も国王が清朝、中華民国より土司の称号を受けて名目上中国に属し、内政は従前どおりの体制が継続する、という状態がつづいた。
1856年から1873年にかけてパンゼーの乱が起こった。
1950年、中国人民政府のもとで行われた社会改造により、旧来の国家組織が解体され、45代に渡って続いた王国は滅亡した。

## 王家
なお、王家の姓「刀」（タオ）は王を意味するタイ語「チャオ (เจ้า)」と関連すると考えられる。